# Església conventual de la Mercè
L'església conventual de la Mercè és un temple religiós de la ciutat de Múrcia a Espanya pertanyent a l'antic convent de l'Orde de la Mercè, construït a l'emplaçament actual durant el segle xvi. L'immoble actual es va aixecar entre el segle xvii i el segle xviii. L'església està regentada pels franciscans i la Facultat de Dret de la Universitat de Murcia (UMU), ocupa l'antic convent, anomenat «campus de la Mercè».

## Història
L'establiment de l'Orde de la Mercè a la ciutat de Múrcia es remunta a la mateixa presa definitiva de la urb pels cristians el 1266, amb l'entrada de Jaume I d'Aragó.
El primer monestir mercedari es va situar al raval de Sant Joan del Real. No obstant això, les successives riuades del Segura van motivar el trasllat del convent el 1560 a la ubicació actual, fora de la muralla principal però a la zona nord de la ciutat, molt proper a la porta de Sant Crist –actual plaça del Beat Ibernón– i dins del raval de l'Arrixaca.
La primera església conventual es va construir el 1562, mentre que el claustre que es va conservar fins avui es va edificar entre 1604 i 1628.
Al començament del segle xviii, el 1705, es va començar a construir la nova església definitiva del monestir, ja que l'anterior es trobava en estat de ruïna i se'l va enderrocar. La façana barroca es va iniciar el 1711.
Amb la desamortització de 1835 uns particular van comprar el convent de la Mercè que el van fer servir per a diverses finalitats com ara magatzem o fàbrica de seda. Ja al segle xx la Congregació dels Germans Maristes el va comprar per instal·lar-hi un col·legi.
Des de 1911 fins a 1931 l'església va ser seu de l'antiga confraria del Ressuscitat –antecedent de l'actual Arxiconfraria del nostre Senyor Jesucrist Ressuscitat–de la qual sortia la processó del Diumenge de Resurrecció fins a l'arribada de la II República Espanyola.
El 1935, la Universitat de Múrcia va adquirir la zona del claustre per instal·lar-hi la Facultat de Dret. Posteriorment les instal·lacions universitàries es van ampliar, el que va esdevenir el campus de la Mercè.
Després de la Guerra Civil Espanyola l'antiga església va ser donada als franciscans, que van aixecar a un annex Institut Teològic de Múrcia.

## Arquitectura

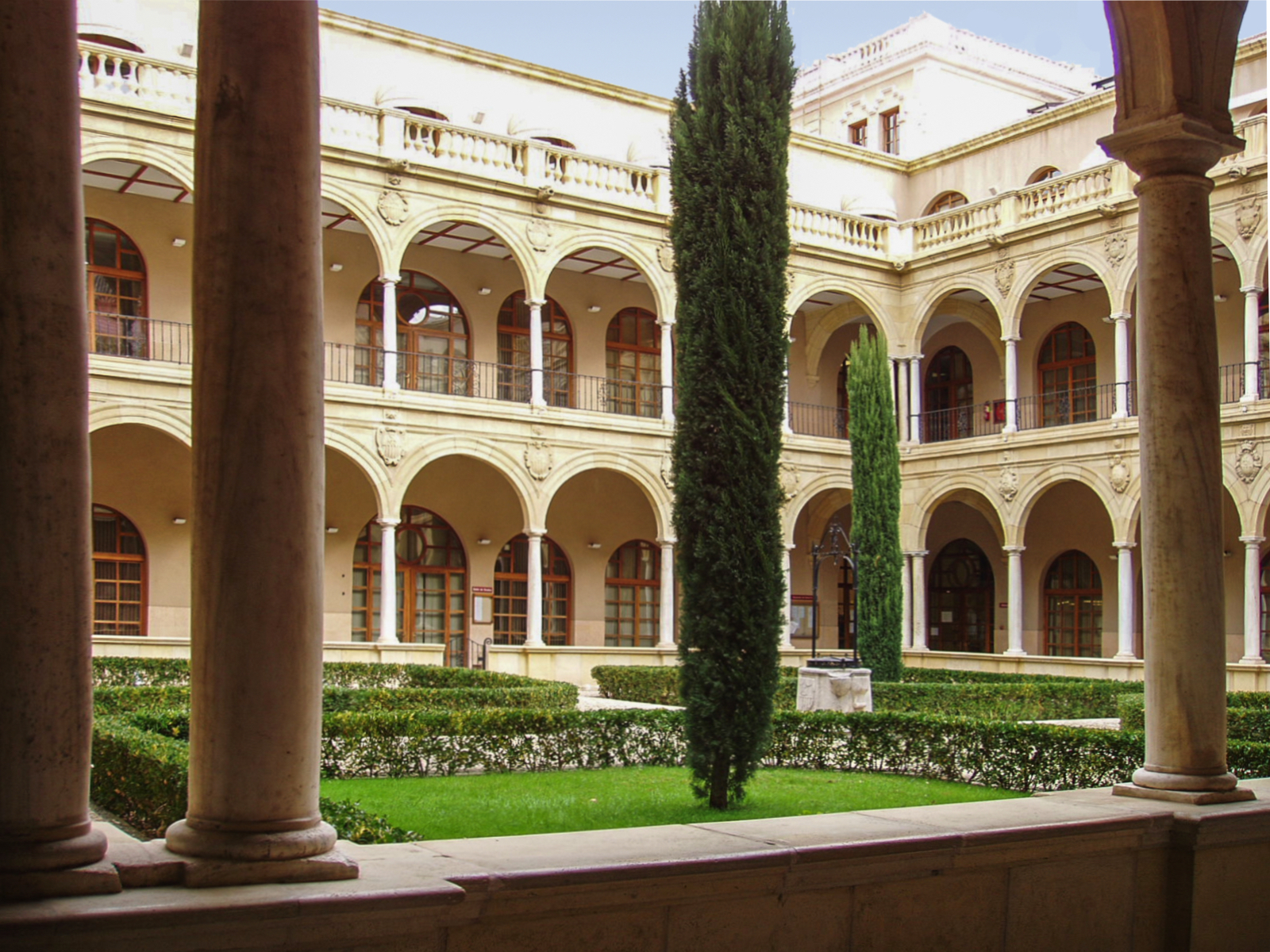
Claustre de la Mercè, actual Facultat de Dret de la Universitat de Múrcia (UMU), segle.

La part més antiga del conjunt arquitectònic és el claustre, actual Facultat de Dret.
Començat el 1604, es deu a les traces de Pedro Monte, i va ser acabat el 1628.Comparable al claustre de la Mercè de Sevilla, està format per dos pisos d'elegants columnes de marbre de capitell toscà sobre els quals carreguen arcs de mig punt de doble motllura, en què les seves eixutes es repeteix de forma invariable l'escut de l'orde mercedari. A cadascuna de les cantonades del claustre les columnes s'agrupen en nombre de tres.
L'església, de principi del segle xviii, compta amb una portada acabada el 1713 sota la direcció de Salvador de Mora i executada per José Balaguer. La façana, una de les millores del barroc a Múrcia, és una transposició del decorativisme naturalista present a l'interior de l'església, molt típic de les obres de principis de segle, continuador dels esquemes de la centúria precendent. La mateixa està presidida per la Verge dels Remeis –amb el cap tort–, i una sèrie de Sants i Santes que exalten la glòria de l'Orde Mercedari: Sant Pere Nolasc, Sant Ramon Nonat, Santa Maria de Cervelló i la beata Mariana de Jesús, a més de la presència d'una cadena que simbolitza la redempció de captius pròpia de l'Ordre.

## Patrimoni

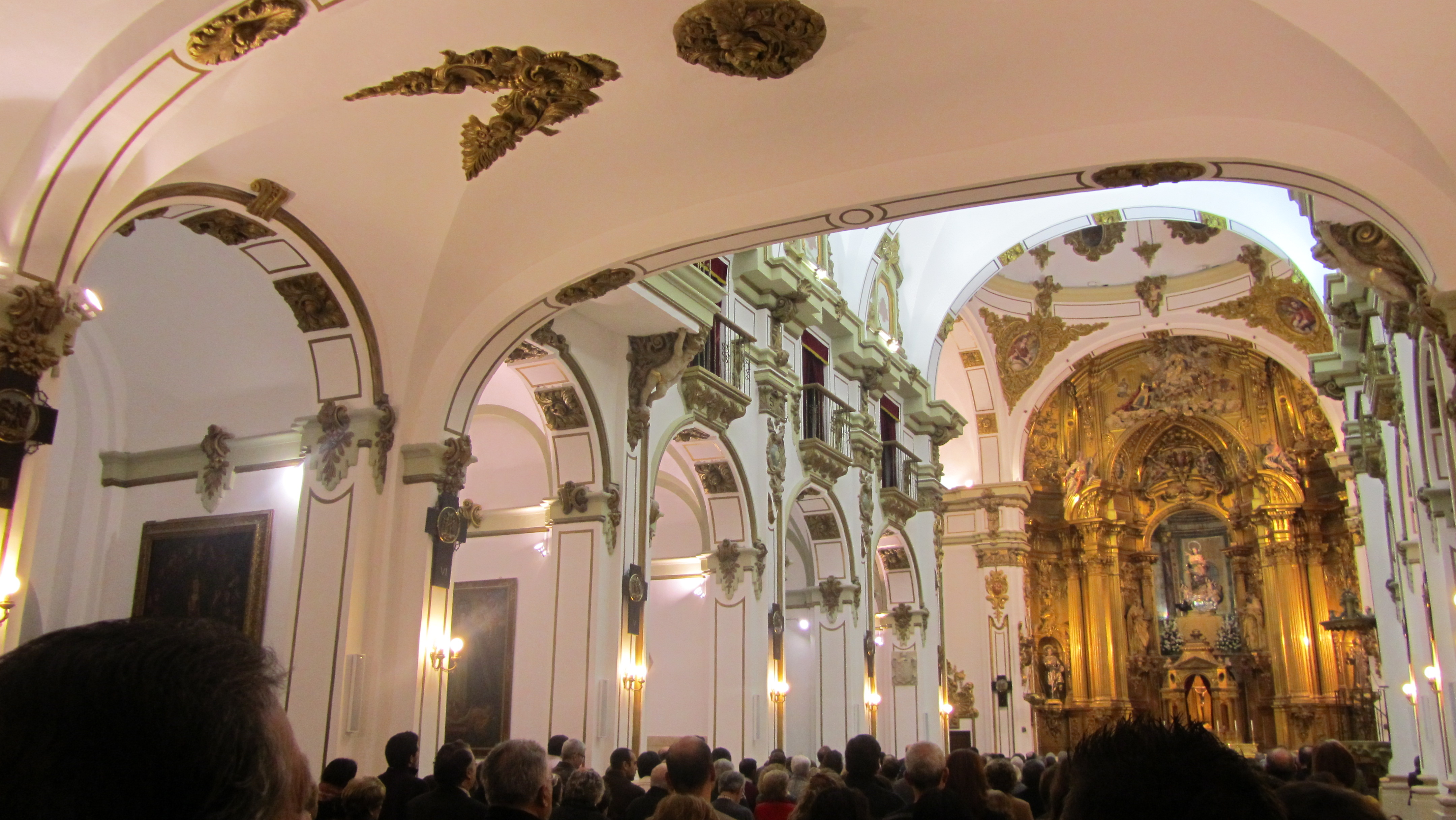
Interior de l'església conventual.

El retaule major de l'església conventual va ser realitzat entre 1744 i 1760 i és característic del tipus de retaule barroc més evolucionat que a partir de 1730 es desenvolupa a Múrcia, on la sensació de moviment s'aconsegueix molt més a través d'elements arquitectònics que de la decoració. L'autoria del mateix s'ha atribuït a Jaume Bort, a causa que presenta al seu carrer central un tractament de portada que ho relaciona amb el retaule major de la també murciana església de Sant Nicolau, propers tots dos al model que Bort va crear per l'imafront de la Catedral de Múrcia.
Existeix un altre retaule destacable, dedicat a l'abraçada de Sant Francesc d'Assís a Crist Crucificat, que posseeix una profusa decoració d'elements barrocs. Va ser realitzat en 1725 i és originari de l'església de Sant Miquel.
A l'església de la Mercè es conserven les obres pictòriques del segle xvii de Lorenzo Suárez i Cristóbal d'Acevedo. Del primer són els llenços de Sant Ramon Nonat i Crist donant-li la comunió a Sant Pere Nolasc. D'Acevedo són la Redempció de captius i l'Aparició de la Verge a Jaume d'Aragó.
En escultura destaquen dues obres de Nicolau Salzillo, escultor napolità establert a Múrcia el 1695, i pare de Francisco Salzillo. La primera és un Sant Ramon Nonat i la segona un Natzarè anomenat de la Mercè que desfila amb la Confraria de la Salut de la Setmana Santa de Múrcia cada Dimarts Sant, encara que aquesta última és atribuïda.
Una de les imatges més curioses que posseeix el temple és la de l'antiquíssima Verge dels Remeis, obra del segle xiv en pedra arenisca, que va ser titular del retaule major. Popularment coneguda com la Verge del Coll Tort, les mutilacions que presenta es deuen al fet que en el barroc va ser adaptada per ser imatge de vestir. Fins al segle xviii va compartir el favor dels murcians conjuntament amb la Verge de l'Arrixaca.

## Llegenda
La façana de l'església posseeix amb una llegenda a compte de l'especial Mare de Déu que la corona que té el coll tort per ser la representació en pedra de la popular Verge dels Remeis.
S'explica que una donzella va rebre promesa de matrimoni d'un cavaller que va partir a la guerra i que quan va tornar es va negar a complir la seva paraula. Ella, mancant testimonis ho va portar davant la porta de l'església de la Mercè on havia obstinat la seva paraula, i en ratificar que no havia promès gens, la Verge de la façana va moure el cap negant-ho, quedant el seu rostre artificialment mogut cap a l'esquerra com es pot veure en l'actualitat.

## Galeria

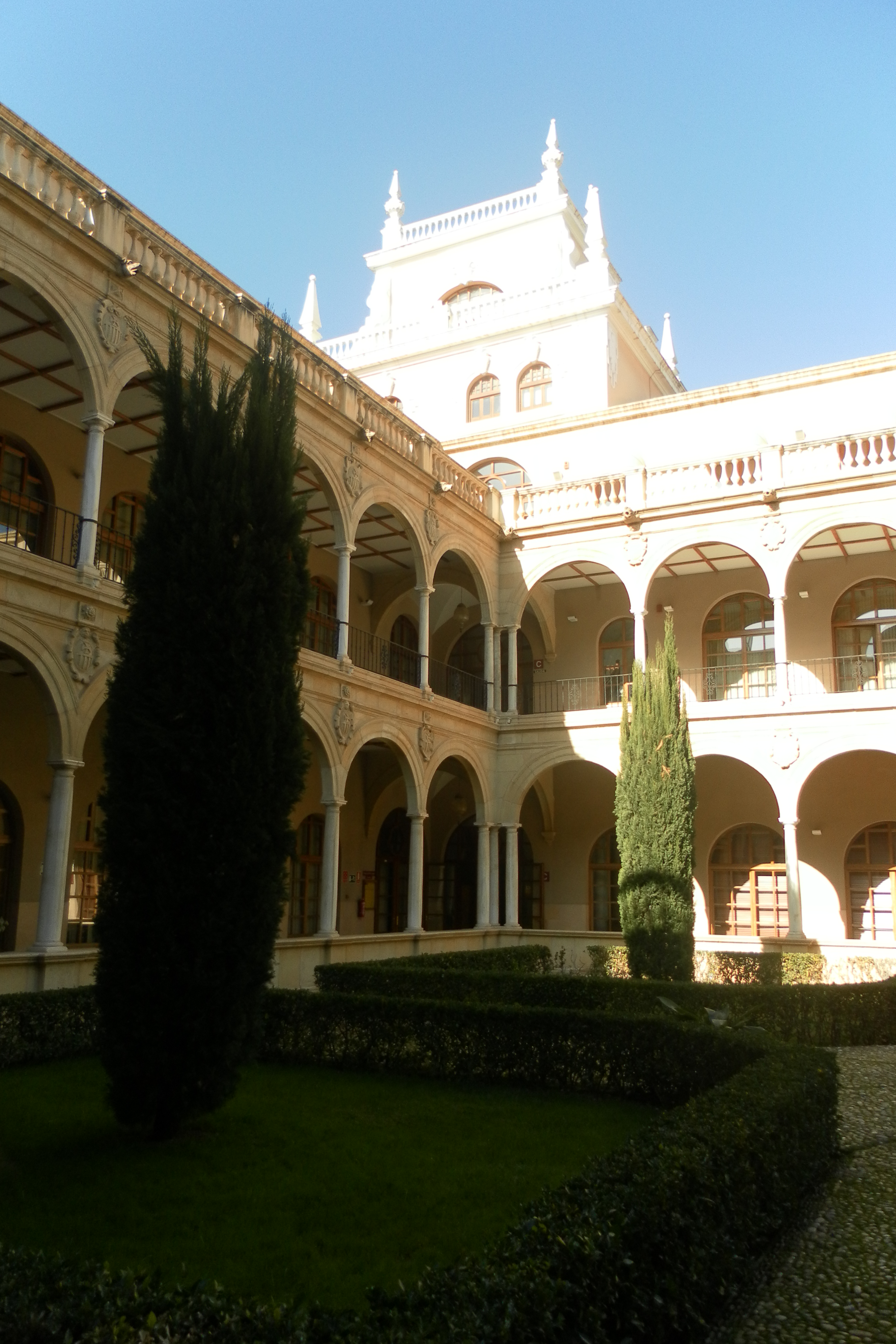
Claustre de la Mercè.
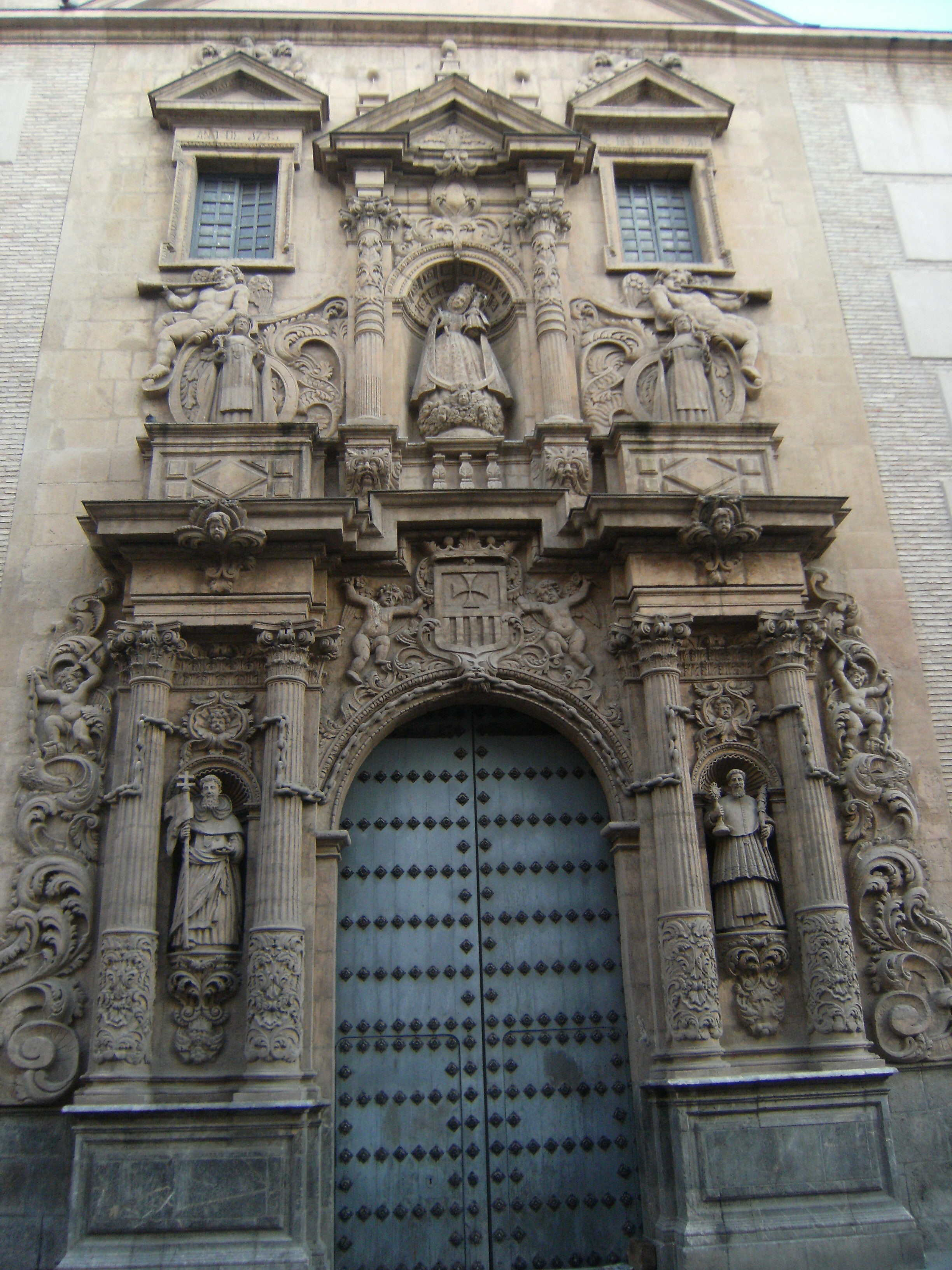
Detall de la façana de l'església de la Mercè.